# Władysława Bytomska

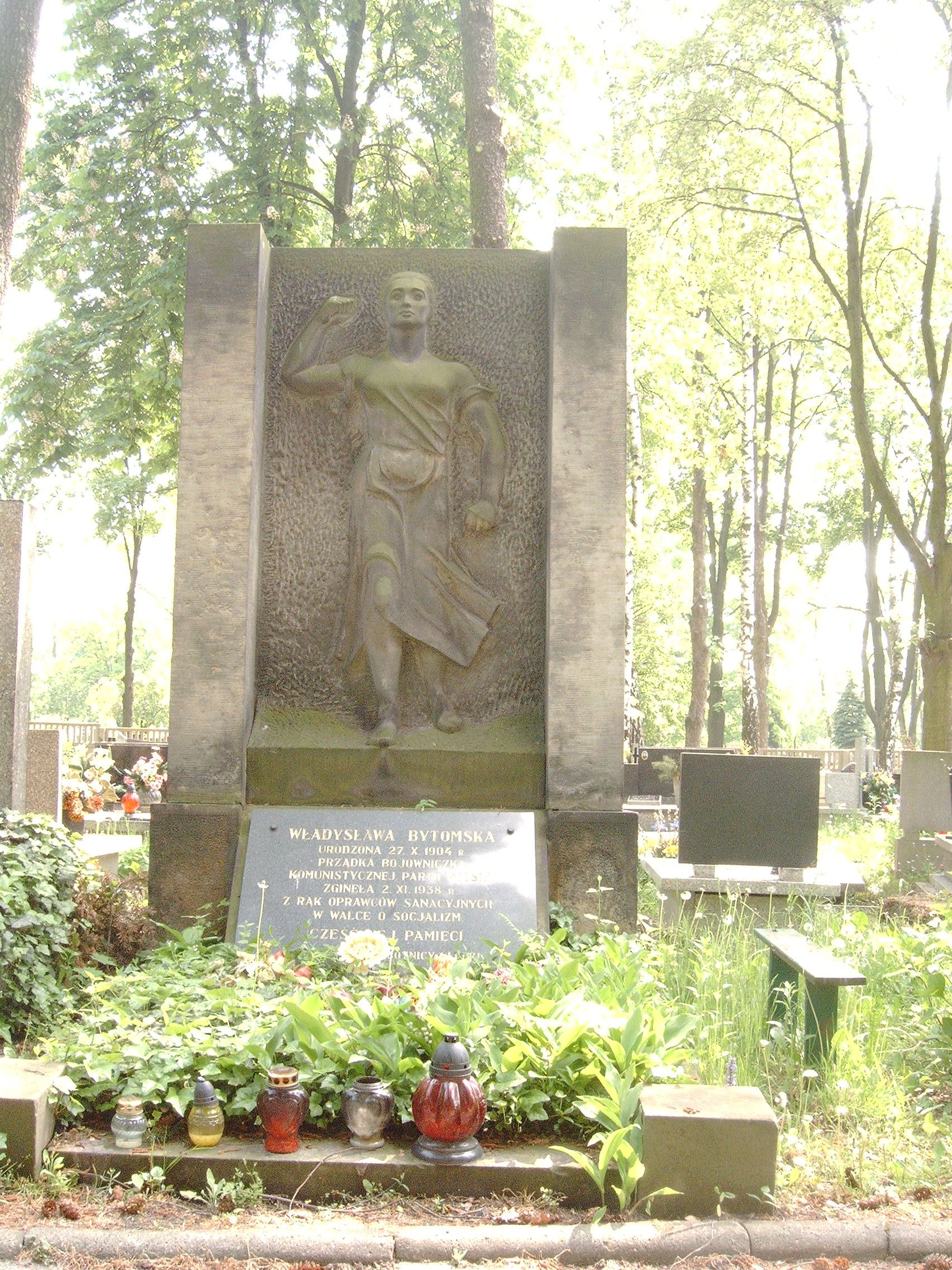
Grób Włady Bytomskiej na cmentarzu komunalnym na Dołach w Łodzi; (stan z 2007)

Władysława Bytomska, Włada Bytomska (ur. 16 października 1904, zm. 3 listopada 1938) – polska działaczka komunistyczna działająca w Łodzi.

## Działalność polityczna
Pochodziła z ubogiej rodziny, która kilka lat przed jej narodzeniem w poszukiwaniu pracy przeniosła się ze wsi do Łodzi. Ukończyła 7 klas szkoły powszechnej. W wieku 18 lat rozpoczęła pracę jako prządka w fabryce.
W 1927 r. została członkiem PPS-Lewicy, a następnie Związku Młodzieży Komunistycznej i KPP. W 1928 r., gdy Łodzią wstrząsała fala strajków, pracowała w fabryce Szai Rosenblatta. Jako organizatorka strajków i komunistyczna działaczka została skazana na 4 lata więzienia. Po wyjściu na wolność zajęła się ponownie działalnością polityczną – była członkiem Centralnego Wydziału Kobiecego KC KPP w Warszawie, a na początku 1932 r. została członkiem Komitetu Okręgowego KPP w Łodzi.
W latach 1931–1932 była związana z działaczem KPP Józefem Sroczyńskim. W sierpniu 1932 Sroczyński został oskarżony o dokonanie „wsypy” podczas narady komunistów w lesie na Młynku na przedmieściach Łodzi. Podczas akcji policyjnej aresztowano wówczas kilkadziesiąt osób, w tym Władysława Gomułkę, który został wówczas postrzelony, przez co kulał do końca życia. W tym samym czasie również Bytomska po raz drugi została aresztowana i skazana na 6 lat więzienia za przygotowanie strajku w fabryce bawełny. Dzięki amnestii uwolniono ją w listopadzie 1936. W 1938 została członkiem KPP.

## Okoliczności śmierci
Wieczorem, 2 listopada 1938 pobliski posterunek policyjny został powiadomiony, że na podwórzu nieistniejącej kamienicy przy ul. Brzezińskiej (obecnej ul. Wojska Polskiego 147) leży ciężko poparzona kobieta. Została przewieziona do szpitala „na Radogoszczu” (obecny szpital im. dr. W. Biegańskiego), gdzie zmarła następnego dnia. Wdrożone śledztwo ustaliło, że jest to Władysława Bytomska, zamieszkała przy ul. Dworskiej (obecna ul. Organizacji WiN 29). Śledztwo doprowadziło do ustalenia, że zginęła w wyniku oblania cieczą łatwopalną i podpalenia na polach w okolicy ul. Smutnej, przy której jest położony zespół cmentarzy „na Dołach”. Płonąca dobiegła do wspomnianej kamienicy samodzielnie (ok. 300 metrów).
W wyniku intensywnie prowadzonego śledztwa policja stwierdziła, że było to samobójstwo, chociaż niektóre jego okoliczności (zakneblowane usta, związane drutem ręce) nie bardzo pasowały do tej wersji, silnym argumentem był znaleziony list pożegnalny, którego autentyczność potwierdziła rodzina. Tym stwierdzeniem śledztwo zostało oficjalnie zamknięte. Natomiast władze KPP natychmiast ogłosiły, że była to zemsta władz sanacyjnych, a przede wszystkim łódzkiej policji, za jej antyustrojową działalność, co też jest wątpliwe na płaszczyźnie ogólnej sytuacji w Polsce i Łodzi. Sprawa nie została wyjaśniona.
Po wojnie w 1953 oficjalne śledztwo w tej sprawie, pod kryptonimem „Sadyści”, podjął Urząd Bezpieczeństwa Publicznego w Łodzi. Mimo wielowątkowego śledztwa sprawa nie została wyjaśniona. Nie potwierdził się m.in. zarzut morderstwa przez funkcjonariuszy Policji Państwowej, co wykluczył informator UB, były przedwojenny policjant. Łódzki historyk – dr Jacek Walicki z Uniwersytetu Łódzkiego postawił tezę, że zginęła w wyniku „porachunków na styku rozpadającej się KPP ze światem przestępczym”.
Spoczęła na cmentarzu komunalnym na Dołach Łodzi (kwatera VII, rząd 5, grób 23).

## Upamiętnienie

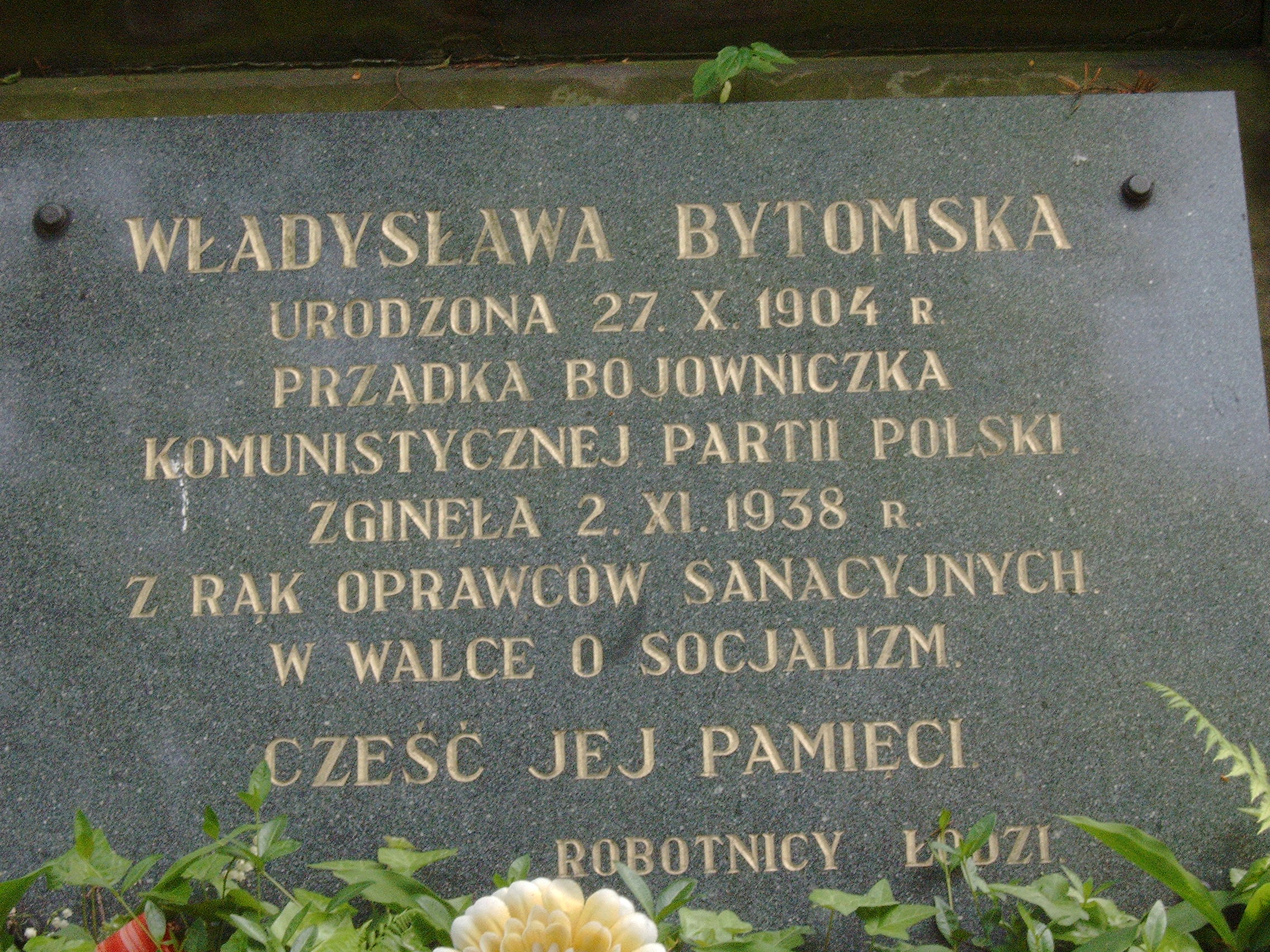
Tablica nagrobna Władysławy Bytomskiej

Po II wojnie światowej ówczesne władze PRL upamiętniły męczeńską śmierć Władysławy Bytomskiej w Łodzi na różne sposoby. Po zmianie ustroju w 1989 r. wszystkie te upamiętnienia, poza monumentalnym pomnikiem na jej grobie, zostały wymazane.
- monumentalny pomnik na cmentarzu komunalnym przy ul. Smutnej w Łodzi wzniesiony w latach 50. XX w.; płaskorzeźba autorstwa Hanny Nałkowskiej[a], siostry Zofii Nałkowskiej; twarz kobiety z płaskorzeźby jest mało zbieżna z wyglądem Wł. Bytomskiej,
- jej imieniem nazwano jedno z nowych osiedli mieszkaniowych na Bałutach w Łodzi, po okresie PRL patronat cofnięto[3].
- dawna ul. Dworska przy której mieszkała pod nr. 29 z dniem 15 stycznia 1951 r. uzyskała jej imię; zmieniona z dniem 7 listopada 1990 r. na Organizacji WiN,
- Gorseciarska Spółdzielnia Pracy im. Włady Bytomskiej w Głownie (od lat 70. XX w. znana pod marką „Gorsenia”).